# Salina di Comacchio
La Salina di Comacchio è un'area protetta situata nel comune di Comacchio, in Provincia di Ferrara. Tutela circa 600 ettari di salina, che dal 1984 non è più utilizzata per la produzione di sale. Per l'alta quantità di specie di uccelli presenti, la Salina di Comacchio può essere considerata il cuore del Parco regionale del Delta del Po dell'Emilia-Romagna.

## Storia
Fin dall'antichità la zona di Comacchio è stata una grande fornitrice di sale per tutta l'Italia settentrionale, ma probabilmente la localizzazione delle saline non era uguale a quella odierna.
Le saline in epoca longobarda e carolingia furono sotto il controllo e gestione dell'abbazia di San Colombano di Bobbio. Nel Basso Medioevo le saline furono oggetto di numerose lotte e contese tra la Repubblica di Venezia, gli Estensi e i Ravennati, e nel XVII secolo passarono sotto il dominio pontificio. Nel 1808 Comacchio entrò a far parte della Repubblica Cisalpina e la salina incominciò ad assumere la morfologia e la posizione attuale, che divenne quella definitiva.
Nel XX secolo numerosi furono i cambiamenti che la investirono: nel 1979 l'area divenne un'oasi di protezione della fauna e nel 1984 cessò la produzione di sale. Con l'istituzione del Parco regionale del Delta del Po nel 1988, la salina divenne parte integrante dell'area protetta e oggi è uno dei siti di riproduzione più importanti d'Europa per quanto riguarda l'avifauna tipica delle zone umide.

## Flora

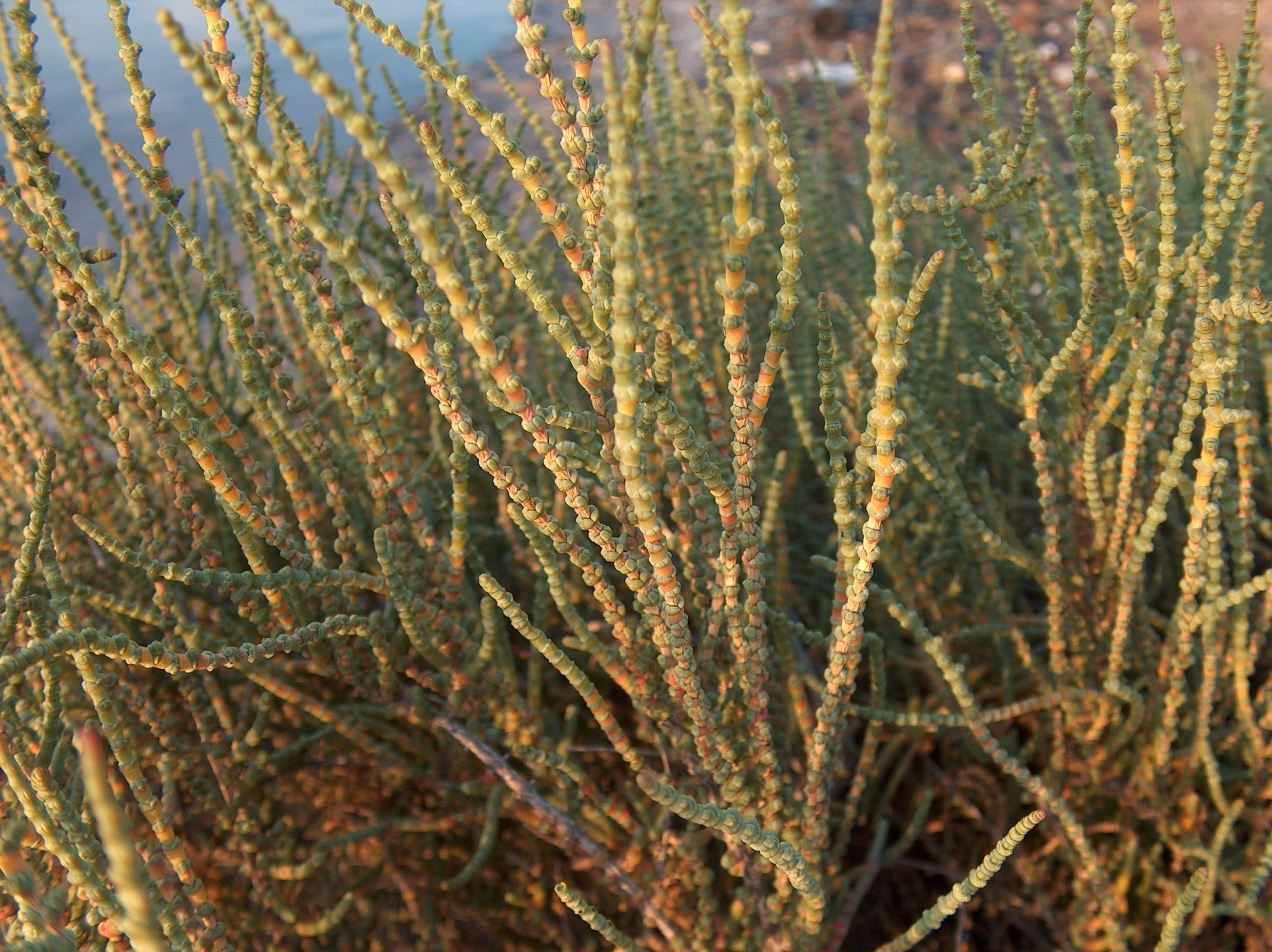
La salicornia strobilacea in Italia è classificata come vulnerabile dall'IUCN.

Per la vegetazione spontanea la sopravvivenza in un ambiente così salato è molto difficile, quindi le specie sono relativamente poco numerose e assai specializzate.

Le piante più comuni sono, nella famiglia Chenopodiaceae, la salicornia veneta (una pianta endemica dell'Alto Adriatico), la salicornia glauca, la salicornia strobilacea, Atriplex portulacoides e Sarcocornia fruticosa; per le altre famiglie sono presenti il giunco marittimo e Elytrigia atherica.

## Fauna
La fauna della salina è molto variegata e comprende soprattutto uccelli. Questo luogo è di notevole importanza biologica in quanto ospita l'unica popolazione nidificante di fenicottero rosa del centro-nord Italia.

### Ittiofauna
In salina i pesci presenti sono molto adattati ad un ambiente estremamente salato: sono presenti l'anguilla europea, il nono, il cefalo comune e il ghiozzetto cenerino.

### Avifauna

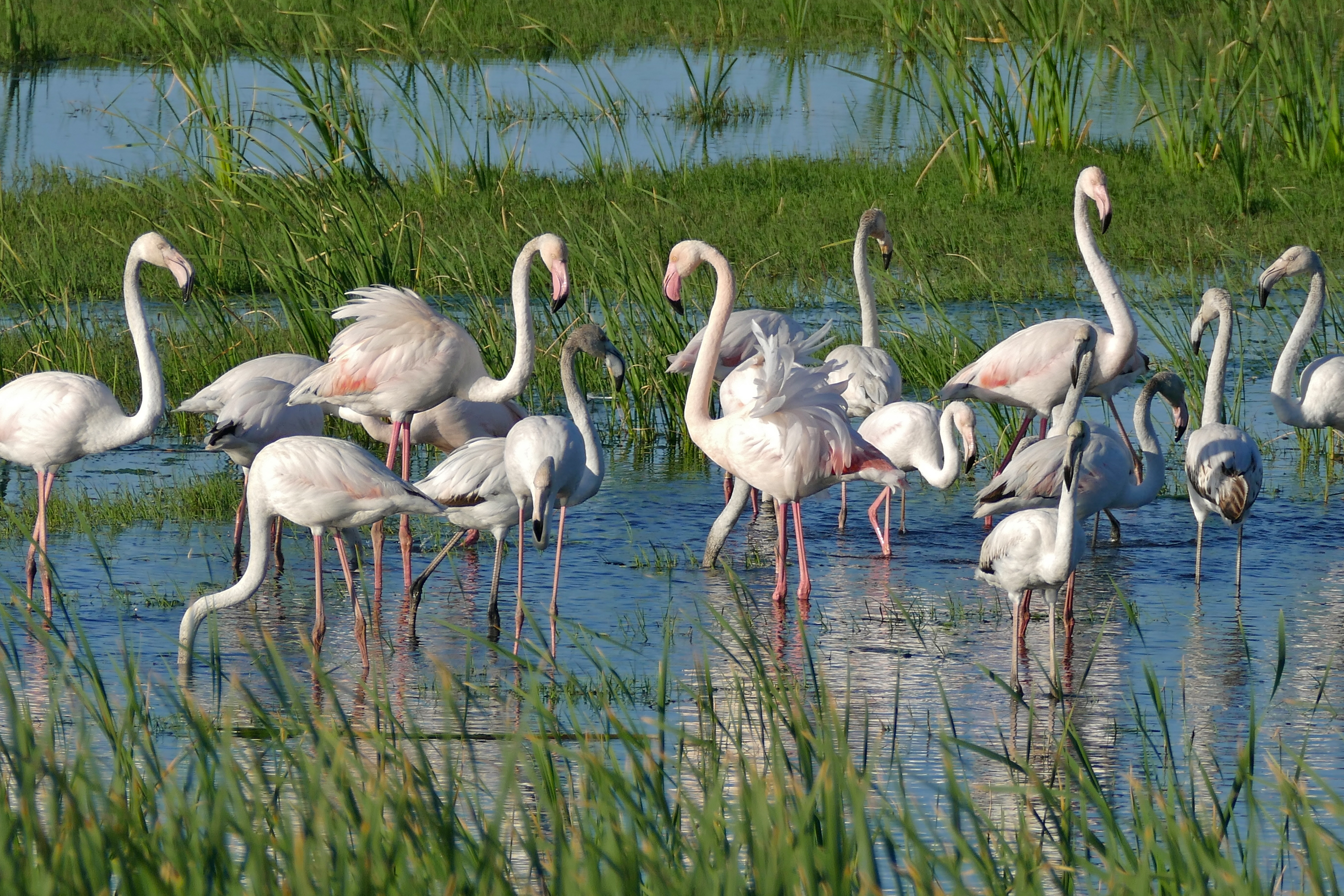
Il fenicottero maggiore nidifica in salina dal 2000, con un numero crescente di coppie ogni anno. Nel 2011 sono nati circa 2000 pulcini.

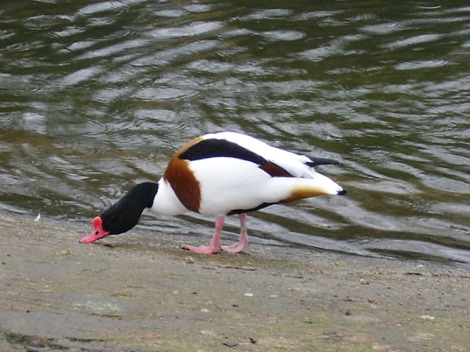
La volpoca nidifica in salina con circa 30-50 coppie, pari al 25% del totale nazionale.

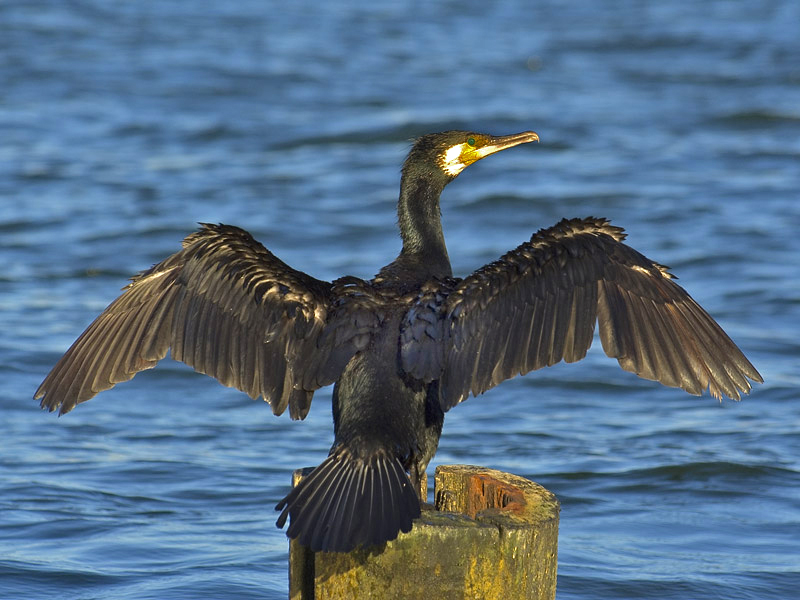
Durante le migrazioni è facile vedere grandi stormi a V di cormorani

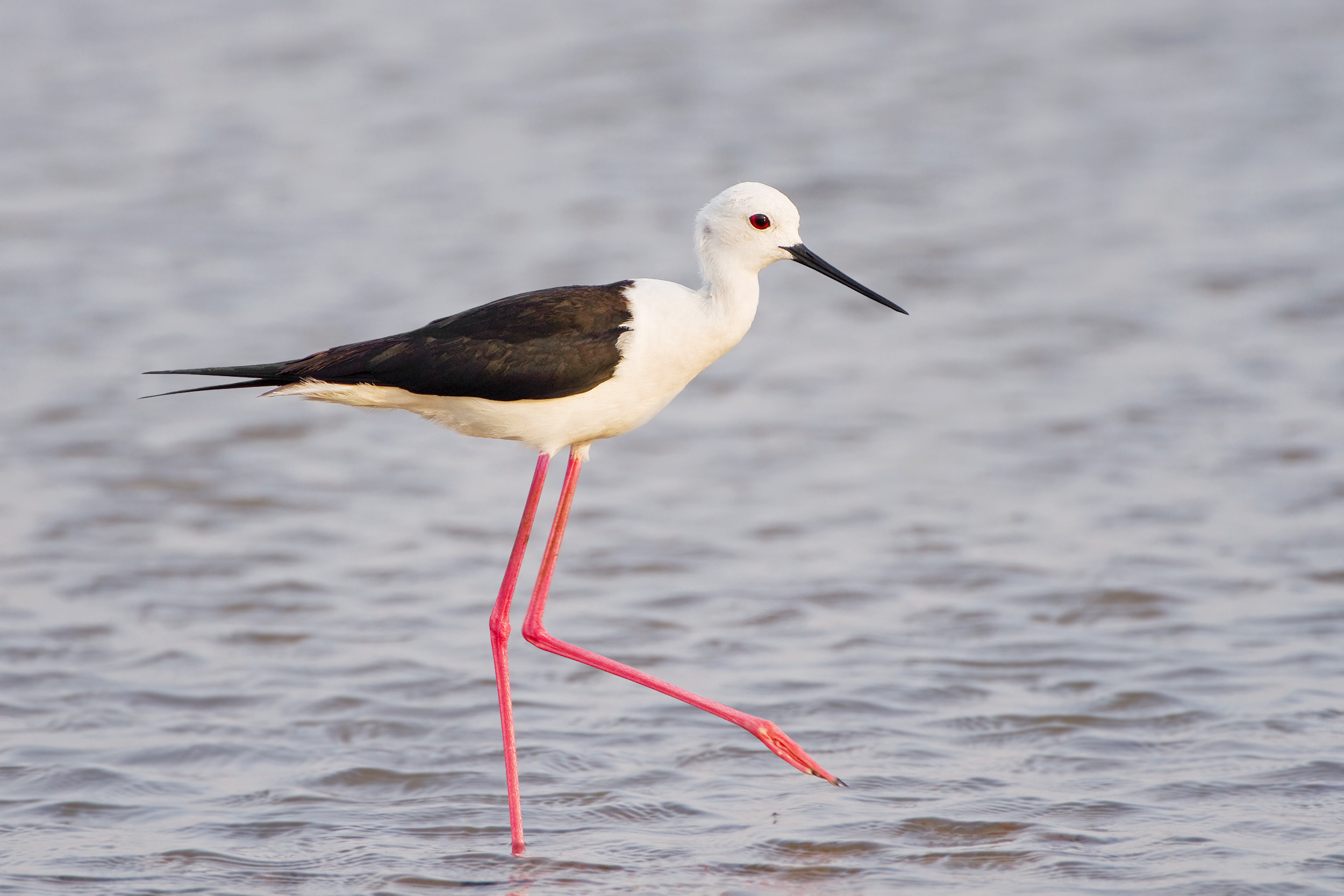
Il cavaliere d'Italia è una delle specie più comuni in estate.

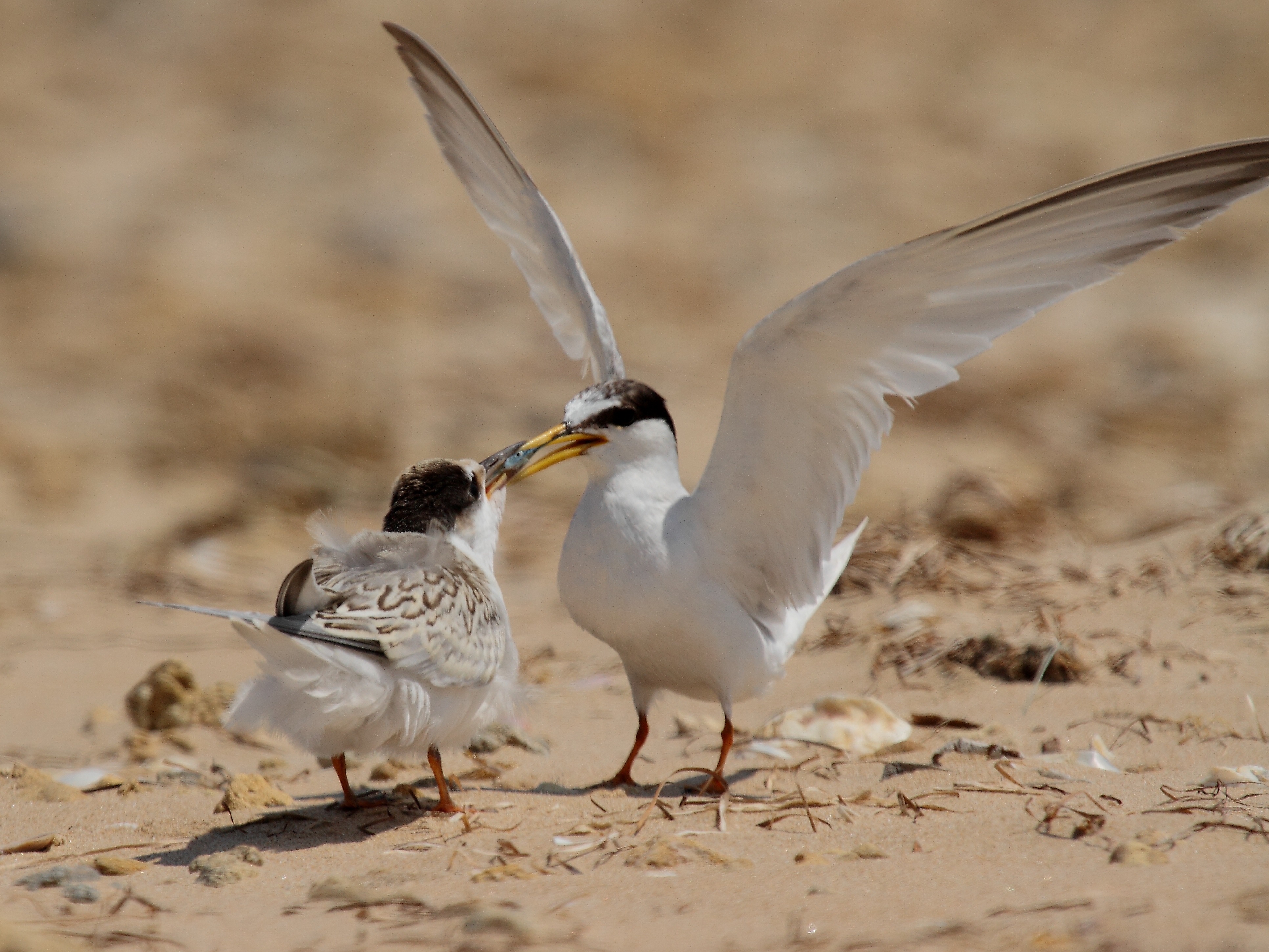
Il fraticello ha incominciato a nidificare in salina a partire dal 2003.

La componente più importante della fauna della salina è sicuramente l'avifauna. Sono infatti centinaia le specie di uccelli presenti, di cui molte rare e protette. Le più importanti sono:
- Anseriformes
  - volpoca
  - germano reale
  - mestolone
  - alzavola
- Podicipediformes
  - svasso piccolo
  - tuffetto
  - svasso maggiore
- Pelecaniformes
  - cormorano
  - marangone minore
  - garzetta
  - airone bianco maggiore
  - airone cenerino
  - spatola
- Phoenicopteriformes
  - fenicottero maggiore (o fenicottero rosa)
- Accipitriformes
  - falco di palude
  - albanella minore
- Falconiformes
  - gheppio
  - falco pellegrino
- Charadriiformes
  - beccaccia di mare
  - avocetta
  - cavaliere d'Italia
  - fratino
  - piovanello pancianera
  - piovanello comune
  - gambecchio comune
  - piro piro boschereccio
  - piro piro piccolo
  - pettegola
  - totano moro
  - pantana
  - albastrello
  - combattente
  - chiurlo maggiore
  - chiurlo piccolo
  - gabbiano comune
  - gabbiano roseo
  - gabbiano corallino
  - gabbiano reale zampegialle
  - fraticello
  - beccapesci
  - sterna comune
- Passeriformes
  - topino
  - rondine comune
  - balestruccio
  - pispola
  - ballerina bianca
  - forapaglie comune
  - beccamoschino
  - usignolo di fiume
  - cannaiola verdognola
  - canapino comune
  - passera d'Italia

Oltre a queste sono presenti anche altre specie irregolarmente avvistate, come il pellicano comune, il piro piro Terek, il falaropo beccosottile e la sterna maggiore. Il 17 luglio 2011, per la prima volta in Italia, è stato osservato e inanellato un gambecchio di Bonaparte.